# 教育統籌委員會
教育統籌委員會（英語：Education Commission），簡稱教統會，成立於1984年2月，是香港的非法定組織，負責按照香港社會需求向香港政府提供有關整體教育事務，包括中小學，以及統籌專上教育（透過大學教育資助委員會）以至職業教育（透過職業訓練局）。香港歷來之教育改革大部份由教統會倡議，因而爭議聲音極大。

## 報告書
教統會之建議以報告書形式發表，當中發表七份綜合報告書：
- 第七號報告書（1997年）
  - 建議成立優質教育基金
  - 引入校本管理，加上教育署實行學校管理新措施，下放部分學校管理工作，增加學校行政靈活度
- 第六號報告書（1996年）
  - 建議成立語文教育及研究常務委員會，就一般語文教育事宜及語文基金的運用，向香港政府提出建議
  - 落實授課語言政策，要求中學階段實行母語教學，增加語文科教師的培訓，提高語文科教師入職要求
- 第五號報告書（1992年）
  - 針對教育人手研究，提出多項支援措施
  - 增加在職培訓名額，減少每班學生人數，提升班別教師比例，以減少教師工作壓力
  - 建議五所師訓學院合併，成為一所獨立自主的「香港教育學院」
  - 建議成立家庭與學校合作事宜委員會，加強家校合作
- 第四號報告書（1990年）
  - 建議教育署內成立課程發展處，配合課程發展議會重組
  - 加強特殊學生的支援，增強學生輔導工作資源，明確要求學校取消體罰
- 第三號報告書（1988年）
  - 建議成立直資學校
  - 劃一受資助專上院校收生程序，統一以中七畢業為入學點
- 第二號報告書（1986年）
  - 建議統一大學預科課程為兩年制，廢除香港高等程度會考
  - 鼓勵學前教育，制定幼稚園師資提升目標，提供更多幼稚園師資培訓課程
  - 鼓勵公開教育，建議設立香港公開進修學院
- 第一號報告書（1984年）
  - 因應1982年國際教育顧問團報告書，結合當時社會情況，提出落實報告書意見的步伐
  - 透過增建學校，擴充職業訓練局技工訓練規模，以增加中三以上的教育及訓練機會
  - 因應社會發展，在中學及職業先修學校內開辦實用及工業課程，並在香港中學會考加入實用科目
  - 鼓勵學校推行母語教學
  - 增加教育署及大學的教育研究工作

2000年起因應政府當局推動香港教育改革，教統會在推出相關的教育改革建議報告後，改為因應政府建議就個別範疇推出相關的檢討報告。

## 歷任主席
- 利國偉 (1984年 - 1989年)
- 范徐麗泰（1990年﹣1992年）
- 楊紫芝（1993年﹣1998年）
- 梁錦松（1998年﹣2001年）
- 王䓪鳴（2001年﹣2007年）
- 林李翹如（2007年﹣2009年）
- 鄭慕智（2009年﹣2015年）
- 雷添良（2015年﹣2022年）
- 黃友嘉（2023年- 現任）

## 歷任副主席
（先後由教育統籌司、教育統籌局局長、教育統籌局常任秘書長、教育局常任秘書長擔任）
- 布立之（1987年﹣1989年）
- 楊啟彥（1989年﹣1990年）
- 王永平（1997年﹣2007年）
- 羅范椒芬（2001年﹣2003年）
- 羅范椒芬（2004年﹣2006年）
- 羅范椒芬（2014年﹣?）
- 李美嫦 （2015年﹣2025年）
- 陳穎韶 （2025年﹣）

## 外部連結
- 教育統籌委員會網址 （页面存档备份，存于）